# Neopleurotomoides
Neopleurotomoides é um gênero de gastrópodes pertencente a família Raphitomidae.

## Espécies
- Neopleurotomoides aembe Figueira & Absalão, 2012
- Neopleurotomoides callembryon (Dautzenberg & Fischer, 1896)[2]
- Neopleurotomoides distinctus Bouchet & Warén, 1980[3]
- Neopleurotomoides rufoapicata (Schepman, 1913)[4]

Espécies trazidas para a sinonímia
- Neopleurotomoides callembyron (Dautzenberg & Fischer, 1896): sinônimo de Neopleurotomoides callembryon (Dautzenberg & Fischer, 1896)
- Neopleurotomoides distincta Bouchet & Waren, 1980:[5] sinônimo de Neopleurotomoides distinctus Bouchet & Warén, 1980 (acordo gramatical errado do nome da espécie)